# Il fondo della bottiglia
Il fondo della bottiglia (The Bottom of the Bottle) è un film statunitense del 1956 diretto da Henry Hathaway.
È un film drammatico basato sul romanzo omonimo di Georges Simenon, scritto durante il soggiorno a Nogales, in Arizona. Vede come protagonisti Van Johnson, Joseph Cotten e Ruth Roman.

## Produzione
Il film, diretto da Henry Hathaway su una sceneggiatura di Sydney Boehm con il soggetto di Georges Simenon (autore del romanzo), fu prodotto da Buddy Adler per la Twentieth Century Fox Film Corporation e girato a Tucson, Santa Cruz Valley, Nogales e San Xavier del Bac Mission (scene in chiesa), in Arizona.

## Distribuzione
Il film fu distribuito negli Stati Uniti dal 1º febbraio 1956 al cinema dalla Twentieth Century Fox.
Alcune delle uscite internazionali sono state:
- in Germania Ovest il 19 maggio 1956 (Gefangene des Stroms)
- in Portogallo il 28 giugno 1956 (O Fundo da Garrafa)
- in Finlandia il 20 luglio 1956 (Pullonpohja)
- in Austria il settembre 1956 (Gefangene des Stroms)
- in Svezia il 12 novembre 1956 (Över gränsen)
- in Danimarca il 29 giugno 1959 (Grænsefloden)
- in Spagna il 17 febbraio 1961 (Barreras de orgullo)
- nel Regno Unito (Beyond the River)
- in Grecia (Kapoios mes' ti nyhta)
- in Italia (Il fondo della bottiglia)

## Critica
Secondo il Morandini il film si rivela non del tutto chiaro e sembra un "cocktail cinemascopico, colorato, drammatico, avventuroso, psicanalitico dove si piange molto.".